# Lawrence Cheng
Lawrence Cheng, de son vrai nom Cheng Tan-shui (鄭丹瑞, né le 27 novembre 1954), est un acteur, réalisateur, scénariste et producteur canadien d’origine hongkongaise, également DJ et propriétaire de radio.
Il devient célèbre avec la création de la série radiophonique The Yuppie Fantasia en 1986 dans laquelle il joue également. En 1989, il est à l'affiche de son adaptation cinématographique réalisée par Gordon Chan.

## Biographie
Scolarisé au St. Paul's College (en), il fait ses études à l'université baptiste de Hong Kong, la première école de radiotélédiffusion de Hong Kong et obtient son diplôme en 1978.
Il rejoint ensuite immédiatement la chaîne RTV (en) sur laquelle il travaille sur de nombreuses séries télévisées populaires. Il rejoint plus tard ATV (en) où il est directeur de la création. Il se reconvertit en 1984 en producteur de radio et DJ après avoir rejoint RTHK. En 1987, il fait son retour à la télévision et rejoint TVB, où il est animateur d'émissions de variétés et joue dans de nombreuses séries.
Sa carrière cinématographique commence en 1980, mais il devient réellement célèbre avec The Yuppie Fantasia en 1989, un succès au box-office générant 2 millions US$ de recettes. En plus d'être acteur, il est également réalisateur, producteur et scénariste.
Cheng anime actuellement des émissions de variétés en tant que chroniqueur pour TVB, ATV, Now TV (en), présentant des courses hippiques pour le Jockey Club de Hong Kong et joue dans quelques séries.
En janvier 2011, il a le poumon éclaté en jouant au football.

## Filmographie
| Année | Titre                              | Titre chinois         | Rôle                                            |
| ----- | ---------------------------------- | --------------------- | ----------------------------------------------- |
| 1980  | Encore                             | 喝采                  | Acteur Scénariste                               |
| 1980  | The Desperados                     | 籠裡雞                | Scénariste                                      |
| 1981  | The Third Hand                     | 第三隻手              | Acteur                                          |
| 1981  | One Heart One Spirit               | 童軍樂                | Acteur                                          |
| 1981  | Family of Lust                     | 代代風流代代春        | Acteur                                          |
| 1982  | Hell Has No Boundary               | 魔界                  | Assistant réalisateur Scénariste                |
| 1983  | The Drummer                        | 鼓手                  | Acteur                                          |
| 1983  | Red Panther                        | 害時出世              | "Kiang"                                         |
| 1983  | Twinkle Twinkle Little Star        | 星際鈍胎              | Scénariste                                      |
| 1984  | Behind the Yellow Line             | 緣份                  | Le capitaine du café Scénariste                 |
| 1984  | My Darling Genie                   | 我愛神仙遮            | Scénariste                                      |
| 1985  | Seven Angels                       | 歡場                  | Le patron du night club                         |
| 1985  | Love with the Perfect Stranger     | 錯點鴛鴦              | "Ah Tan"                                        |
| 1985  | Friendly Ghost                     | 老友鬼鬼              | Acteur                                          |
| 1985  | Carry On Doctors and Nurses        | 天使出更              | L'infirmier Tan                                 |
| 1987  | Happy Bigamist                     | 一屋兩妻              | Le collègue de Chin                             |
| 1987  | Wonder Women                       | 神奇兩女俠            | "Tan"                                           |
| 1988  | Heart to Hearts                    | 三人世界              | L'ami d'Alex à la fête                          |
| 1988  | The Eighth Happiness               | 八星報喜              | Le beau petit-ami                               |
| 1988  | Profiles of Pleasure               | 群鶯亂舞              | Kao le grand                                    |
| 1988  | Ghost in the House                 | 吉屋藏嬌              | "Ging Goh"                                      |
| 1988  | Couples, Couples, Couples          | 三對鴛鴦一張床        | L'ami de John dans le salon                     |
| 1988  | Mother Vs Mother                   | 南北媽打              | L'homme dans le bus avec Xi                     |
| 1989  | Big Brother                        | 奇蹟                  | Le journaliste du Daily Sun                     |
| 1989  | The Romancing Star 3               | 精裝追女仔之3狼之一族 | "Lo Ka-ling"                                    |
| 1989  | Happy Together                     | 相見好                | "Robert"                                        |
| 1989  | In Between Loves                   | 求愛夜驚魂            | "Chin Cheng"                                    |
| 1989  | The Bachelor's Swan Song           | 再見王老五            | "Tan"                                           |
| 1989  | The Yuppie Fantasia                | 小男人周記            | "Leung Foon"                                    |
| 1989  | Little Cop                         | 小小小警察            | Le représentant de Cruauté contre les animaux   |
| 1990  | Brief Encounter in Shinjuku        | 錯在新宿              | "Leung Foon" Producteur                         |
| 1990  | A Tale from the East               | 漫畫奇俠              | Dunn, le chef d'orchestre du HK Youth Orchestra |
| 1990  | Shanghai, Shanghai                 | 亂世兒女              | "Chan Tai-man"                                  |
| 1990  | The Fun, the Luck & the Tycoon     | 吉星拱照              | "Jimmy Chiu"                                    |
| 1991  | Alien Wife                         | 我老婆唔係人          | Le prêtre Planificateur                         |
| 1991  | Finale in Blood                    | 大鬧廣昌隆            | "Cheng Ming-pu"                                 |
| 1991  | Inspector Pink Dragon              | 神探馬如龍            | "Ma Yue-lung"                                   |
| 1992  | Game Kids                          | 機Boy小子之真假威龍   | Le directeur du magasin gay                     |
| 1992  | Freedom Run Q                      | 太子爺出差            | "Albert"                                        |
| 1992  | She Starts the Fire                | 噴火女郎              | "Charles Siu" Réalisateur                       |
| 1992  | King of Beggars                    | 武狀元蘇乞兒          | Le professeur                                   |
| 1992  | Never Ending Summer                | 吳三桂與陳園園        | "Chan Tai-yuen"                                 |
| 1993  | The Eight Hilarious Gods           | 笑八仙                | Oncle Cheung                                    |
| 1993  | He Ain't Heavy, He's My Father     | 新難兄難弟            | "Ko Lo-chuen" / "Siu-lung (adulte)"             |
| 1993  | Murder                             | 黃蜂尾後針            | "Chu Chung-hong" Réalisateur Scénariste         |
| 1993  | Tom, Dick and Hairy                | 風塵三俠              | "Hairy/Giorgio Mao"                             |
| 1994  | The True Hero                      | 暴雨驕陽              | "Joe"                                           |
| 1994  | He & She                           | 姊妹情深              | "Martin Cheng Sai-kit" Réalisateur Scénariste   |
| 1994  | The Modern Love                    | 新男歡女愛            | Acteur                                          |
| 1994  | He's a Woman, She's a Man          | 金枝玉葉              | "Charles Chow Chu"                              |
| 1995  | Heaven Can't Wait                  | 救世神棍              | "Hui Chi-on"                                    |
| 1995  | Romantic Dream                     | 追女仔95之綺夢        | "Leung Hoi"                                     |
| 1995  | The Meaning of Life                | 搶閘媽咪              | "Lam Chi-wing"                                  |
| 1997  | Those Were the Days                | 精裝難兄難弟          | "Ko Lo-chuen"                                   |
| 1997  | Option Zero                        | G4特工                | Acteur                                          |
| 1998  | The Storm Riders                   | 風雲─雄霸天下         | "Jester/Man Chow Chow"                          |
| 2001  | Born Wild                          | 野獸之瞳              | L'ophtalmologiste de Sandy                      |
| 2002  | The Eye                            | 見鬼                  | Producteur                                      |
| 2003  | Truth or Dare: 6th Floor Rear Flat | 六樓后座              | Jason (voix seulement) Producteur Scénariste    |
| 2003  | Golden Chicken 2                   | 金雞2                 | Le diseur de bonne aventure                     |
| 2004  | Six Strong Guys                    | 六壯士                | "Lawrence" Producteur Scénariste                |
| 2004  | The Eye 2                          | 見鬼2                 | Producteur Scénariste                           |
| 2004  | Koma                               | 救命                  | Producteur                                      |
| 2005  | Bug Me Not!                        | 虫不知                | Le père de Hyland                               |
| 2005  | Mob Sister                         | 阿嫂                  | Le chef Wang Producteur                         |
| 2005  | The Eye 3, l'au-delà               | 見鬼10                | Producteur                                      |
| 2005  | Home Sweet Home                    | 怪物                  | Producteur                                      |
| 2006  | Cocktail                           | 半醉人間              | "Tsuen"                                         |
| 2007  | Simply Actors                      | 戲王之王              | Le touriste regardant le nettoyeur de vitres    |
| 2008  | Ocean Flame                        | 一半海水，一半火焰    | La victime du chantage de Yau                   |
| 2008  | Happy Funeral                      | 六樓后座2 家屬謝禮    | Producteur Scénariste                           |
| 2010  | Break Up Club                      | 分手說愛你            | Lui-même Producteur Scénarister                 |
| 2010  | The Stool Pigeon                   | 綫人                  | L'ami de Cher                                   |
| 2010  | Perfect Wedding                    | 抱抱俏佳人            | Producteur Scénariste                           |
| 2010  | Bruce Lee, naissance d'une légende | 李小龍                | "Ko Lo-chuen"                                   |
| 2011  | Hi, Fidelity                       | 出軌的女人            | "Mr. Ho"                                        |
| 2011  | Lan Kwai Fong                      | 喜愛夜蒲              |                                                 |
| 2011  | The Allure of Tears                | 傾城之淚              | "Xiao Dan" Producteur Scénariste                |
| 2012  | Vulgaria                           | 低俗喜劇              | Professeur Cheng                                |
| 2013  | Bends                              | 過界                  | "Leo"                                           |
| 2014  | Break Up 100                       | 分手100次             | Un policier Réalisateur Producteur Scénariste   |
| 2015  | Lost in Hong Kong                  | 港囧                  | L'hôte de l'exposition d'art                    |
| 2015  | Wong Ka Yan                        | 王家欣                | Acteur                                          |
| 2015  | Super Models                       | 色模                  | Acteur                                          |
| 2016  | 29+1                               |                       | Acteur                                          |
| 2017  | The Yuppie Fantasia 3              | 小男人週記3之吾家有喜 | "Leung Foon" Réalisateur Scénariste             |
| 2017  | 77 Heartbreaks                     |                       |                                                 |
| 2017  | The Sinking City - Capsule Odyssey |                       |                                                 |
| 2018  | Agent Mr Chan                      |                       |                                                 |
| 2018  | When Sun Meets Moon                |                       |                                                 |
| 2019  | A Home with a View                 |                       |                                                 |
| 2019  | 77 Heartwarmings                   |                       |                                                 |

### Séries sur TVB
| Année | Titre                | Titre chinois     | Rôle            |
| ----- | -------------------- | ----------------- | --------------- |
| 1993  | Man of Wisdom        | 金牙大狀          | Tai Ah-tau      |
| 1995  | Man of Wisdom 2      | 金牙大狀 II       | Tai Ah-tau      |
| 1997  | A Road and a Will    | 香港人在廣州      | Sam Yue         |
| 2004  | Sunshine Heartbeat   | 赤沙印記@四葉草.2 | Yip Shu-ko      |
| 2006  | Welcome to the House | 高朋滿座          | Ko Yau-pang     |
| 2014  | Never Dance Alone    | 女人俱樂部        | Wong Kwok-leung |